# Thomas Sopwith
Pour les articles homonymes, voir Sopwith.
Sir Thomas Octave Murdoch Sopwith, né le 18 janvier 1888 à Kensington près de Londres et mort le 27 janvier 1989 dans le Hampshire à l’âge de 101 ans, est un ingénieur aéronautique britannique, pionnier de l’aviation et yachtman.

## Distinctions
- Commandeur de l’Ordre de l'Empire britannique